# RR-203
A RR-203 é uma rodovia brasileira do estado de Roraima, conectando-se à BR-174 e permitindo assim o acesso ao município de Amajari, incluindo a Vila Brasil (sede municipal) e Vila Tepequém.
Considerada turística, estende-se pelo cerrado roraimense e sobe a serra do Tepequém, num trecho de transição com a floresta amazônica. É a única via de acesso a estes logradouros, atendendo quase 10 mil pessoas e conectando-as à capital Boa Vista.
Atualmente a rodovia encontra-se totalmente asfaltada e sinalizada, apresentando boas condições de tráfego, num total de 112 quilômetros.